# María Dolores Orriols
María Dolores Orriols Monset (Vic, 1914 - Barcelona, 23 de agosto de 2008) fue una escritora española, especialista también en pintura contemporánea.
Miembro fundador de la Asociación de Escritores en Lengua Catalana, comenzó a despuntar en la literatura tras la Guerra Civil. Su primera obra de éxito fue Cavalcades, con la que obtuvo el Premio Concepció Rabell en 1949. Con Reflexos obtuvo en 1964 el Premio Josep Trueta y en 1969 el Premio Extraordinario de Novela Ramón Turró con El riu i els inconscients, que no fue publicado en España hasta 1990.
En su faceta dedicada a las artes plásticas, fue una activa entusiasta de los movimientos pictóricos contemporáneos, moviéndose en los círculos artísticos de París. Fue una de las impulsoras del Museo de Arte Contemporáneo de Barcelona, del que llegó a ser subdirectora.